# Roy Shirley
 (janvier 2018).
Si vous disposez d'ouvrages ou d'articles de référence ou si vous connaissez des sites web de qualité traitant du thème abordé ici, merci de compléter l'article en donnant les références utiles à sa vérifiabilité et en les liant à la section « Notes et références ».
Roy Shirley, de son vrai nom Ainsworth Roy Rushton Shirley, né le 18 juillet 1944 et mort en juillet 2008, est un chanteur jamaïcain de ska, de rocksteady et de reggae. Il fut l'un des premiers membres de The Uniques.

## Biographie
Shirley est née à North Street, à Kingston, en Jamaïque, le 18 juillet 1944. Elle a grandi à Trench Town, où il a fréquenté la Boys Town School. Après avoir chanté dans sa chorale locale, elle a commencé sa carrière dans des concours de talents. Sa performance de second prix sur le spectacle de talents de Vere Johns lui a valu l'attention du ministre de la Culture, Edward Seaga, et du chef du groupe, Byron Lee, qui lui ont consacré des travaux sur les spectacles qu'ils promouvaient. 
Après que les premiers enregistrements du producteur Simeon L. Smith n'aient pas été publiés, il a ensuite travaillé avec Leslie Kong, qui a sorti son premier single "Oh Shirley", co-arrangé avec son ami Jimmy Cliff, qui lui a donné un succès en 1965. Shirley a ensuite formé The Leaders avec Ken Boothe, Joe White et Chuck Josephs. Ce groupe a échoué, mais Shirley a ensuite rejoint Slim Smith et Franklyn White dans la formation originale de The Uniques. Lorsque cette formation s’est terminée, Shirley a enregistré "Hold Them" en 1966, considérée comme l’une des premières chansons rocksteady, et inspiré par le rythme d'ungroupe de l'Armée du Salut. Shirley a tenté d’exécuter "Hold Them" sur unrythme de ska, mais incapable de le faire fonctionner, a ralenti le rythme. Il a d'abord essayé d'enregistrer la chanson avec Slim Smith et Ken Boothe pour le producteur Joe Gibbs, mais cela n'a pas fonctionné, les autres chanteurs ayant du mal à rompre avec le style ska et Gladstone Anderson.suggéré à Gibbs que Shirley interprète la chanson en solo. La chanson devint un énorme succès en Jamaïque, et Shirley enregistra plusieurs autres singles pour Gibbs, dont "Dance The Arena", "The World Needs Love" et "Music Is The Key", mais ils ne parvinrent pas à égaler le succès de la première. Célibataire. Shirley a ensuite travaillé avec Bunny Lee, donnant au producteur son premier succès avec "Music Field", suivi par d'autres, tels que "Get on the Ball". Le style de Shirley s'appuie fortement sur des chanteurs américains tels que Solomon Burke. Il est devenu célèbre pour ses performances sur scène extatiques, effectuant souvent le port d'une longue cape argentée avec un col haut.comme "peut-être le plus comique des artistes à sortir de la musique populaire jamaïcaine". À la fin de 1968, Shirley a créé son propre label Public et a commencé sa propre production en publiant des morceaux tels que "Prophecy Fulfilling", "Flying Reggae" et "On Board". 
Shirley a eu un autre grand succès en 1971 avec "A Sugar" pour Randy. Il a fait une tournée au Royaume-Uni en 1972 avec U-Roy et Max Romeo, et est devenu basé au Royaume-Uni à partir de 1973, créant son All Stars Artistic Federated Union en 1976, dans le but d'aider d'autres artistes à éviter certains des pièges de l'industrie de la musique. Il a sorti son premier album en 1976 avec The Winner. Il a joué au Reggae Sunsplash en 1982 et a été inclus dans l'album de performances du festival. Shirley a ouvert un magasin de disques à Dalston., À Londres, et au cours de ses dernières années, il a créé la British Universal Talent Development Association, dans le but de soutenir des jeunes talentueux mais défavorisés. Il a continué à jouer occasionnellement, et son dernier spectacle était au Festival de musique du monde de Sierra Nevada en juin 2008.
Roy Shirley est décédé chez lui à Thamesmead, à Londres, en juillet 2008, à l'âge de 63 ans. Un concert commémoratif a eu lieu le 30 août, mettant en vedette des artistes tels que Derrick Morgan, Dennis Alcapone, BB Seaton et Michael Prophet. Avec l'aide du gouvernement jamaïcain, son corps a été renvoyé en Jamaïque, où il a été enterré et où a été célébrée une cérémonie commémorative à laquelle ont assisté des musiciens, notamment Ken Boothe et Dwight Pinkney, ainsi que des représentants du gouvernement.

## Discographie
- The Winner (1976) Trenchtown
- Good News (1981) GG's
- The Return of the High Priest (1982) Weed Beat
- Control Them Volume One (1995) Della International
- Black Lion Negus Rastafari (1996) Lion Roots
- Get in the Groove (1997) Rocky One
- Music Is The Key (2003) Trojan
- Nice Up The City (2003) King Roy
- Your Musical Priest (2004) Westside/Demon
- The High Priest: The Great Roy Shirley Rhino